# Gottlob Christian Storr

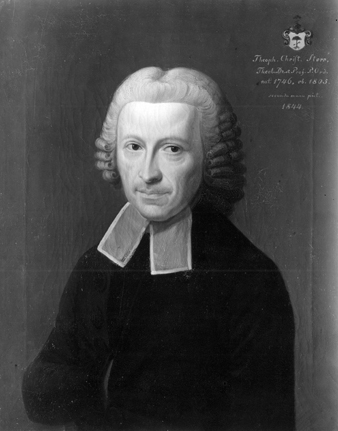
Bildnis des Gottlob Christian Storr, Öl auf Leinwand, Bestand der Tübinger Professorengalerie

Gottlob Christian Storr (* 10. September 1746 in Stuttgart; † 17. Januar 1805 ebenda) war ein deutscher evangelischer Theologe. Er begründete die ältere Tübinger Schule der Exegese.

## Leben
Storr, Sohn des Konsistorialrats Johann Christian Storr und älterer Bruder von Wilhelm Ludwig Storr (1752–1804), besuchte die Klosterschule Denkendorf und das Gymnasium in Stuttgart und studierte ab 1763 zunächst Geschichte, Mathematik, Philosophie und Philologie, ab 1765 dann Theologie in Tübingen, unter anderem bei Jeremias Friedrich Reuß, Johann Friedrich Cotta (1701–1779) und Christoph Friedrich Sartorius (1701–1782). Nach dem theologischen Examen (1768) unternahm er von 1769 bis 1771 eine Bildungs- und Forschungsreise durch Deutschland, Holland, England und Frankreich.
In Tübingen wurde er 1772 Stiftsrepetent. Am 28. November 1775 heiratete er in Tübingen die in Kopenhagen geborene Charlotte Amalie Reuß, eine Tochter des Jeremias Friedrich Reuß. 1775 wurde er in Tübingen außerordentlicher Professor der Philosophie und 1777 außerordentlicher Professor der Theologie. 1786 erhielt er in Nachfolge von Tobias Gottfried Hegelmaier (1730–1786) die 3. Professur und hielt Vorlesungen in Moraltheologie und Systematik.
Am 6. November 1797 wurde Storr von Herzog Friedrich II. zum Oberhofprediger ernannt und wechselte Ende des Jahres als Oberkonsistorialrat an den Hof nach Stuttgart.
Storr gilt als Wegbereiter des rein biblischen Supranaturalismus und Begründer der älteren Tübinger Schule (Tübinger Orthodoxie). Er vertrat die Theorie, dass die kanonischen Evangelien auf die Apostel selbst zurückgehen. Was die Reihenfolge der Evangelien-Entstehung betrifft, war er einer der frühesten Vertreter der Markus-Priorität, im Gegensatz zum über Jahrhunderte unangezweifelten augustinischen Postulat der Matthäus-Priorität.

## Werke

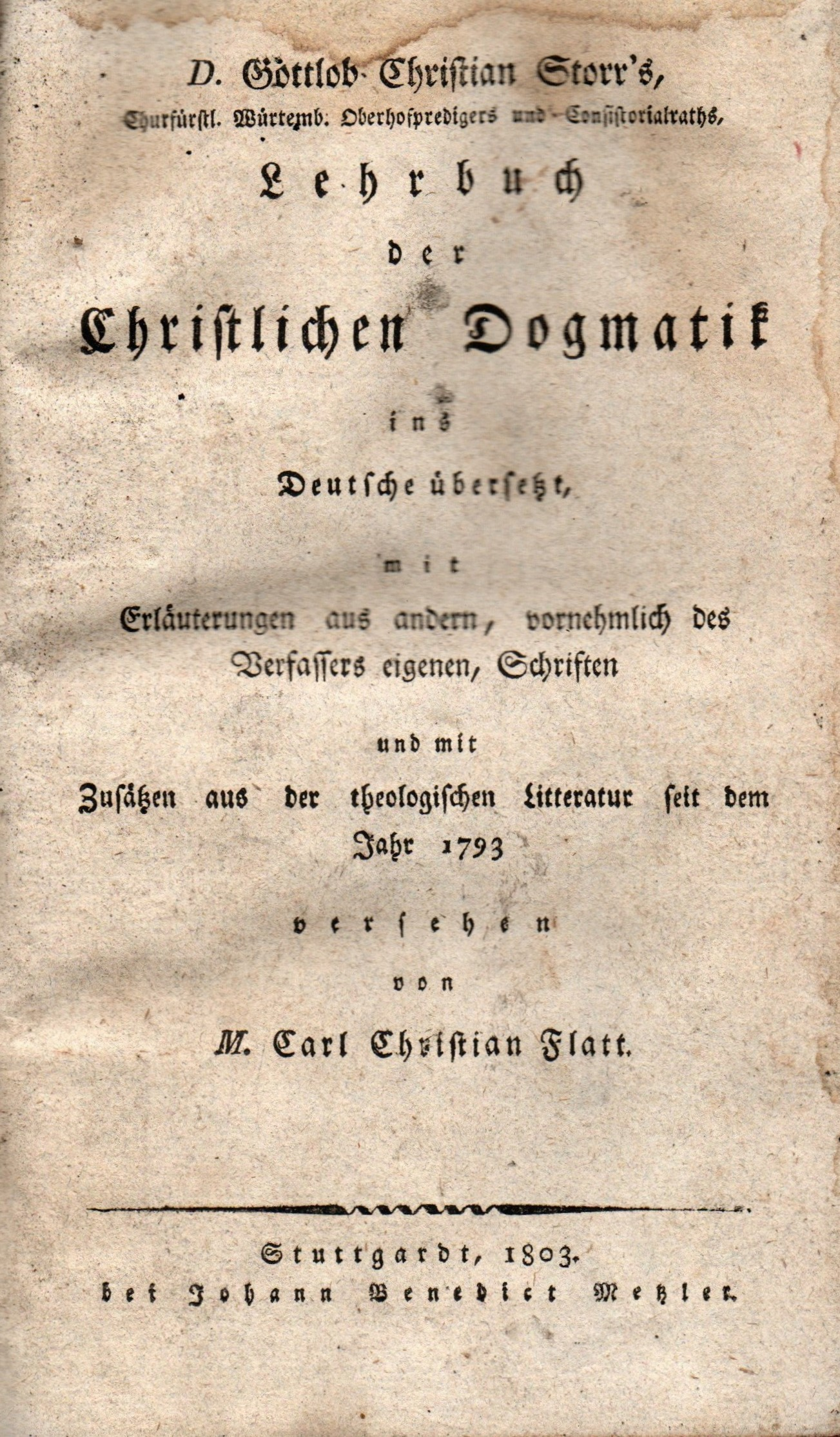
Lehrbuch der christlichen Dogmatik

- Observationes super Novi Testamenti versionibus syriacis. 1772
- Dissertatio de evangeliis arabicis. 1775
- Commentar über den Hebräerbrief. Tübingen 1789, 2. Ausgabe 1809
- Über den Zweck der evangelischen Geschichte und der Briefe Johannis. Tübingen 1786, 2. Ausgabe 1810
- Doctrinae christianae pars theoretica. Stuttgart 1793 (deutsch von Johann Friedrich Flatt, Stuttgart 1813), ab 1802 offizielles Standardlehrwerk
- Annotationes quaedam theologicae ad philosophicam Kantii de religione doctrinam. Tübingen 1793. Digitalisierte Ausgabe, E-Book der SLUB Dresden (eBooks on Demand)
- Opuscula academica ad interpretationem librorum sacrorum pertinentia. Tübingen 1796–1803, 3 Bde.
- Neue Apologie der Offenbarung Johannis. Tübingen 1805

postum:
- Sonn- und Festtagspredigten. Tübingen 1808, 2 Bde.
- Predigten über die Leidensgeschichte Jesu. Tübingen 1810
- Wochenpredigten über neutestamentliche Briefe. Tübingen 1823 f., 2 Bde.